# Katie Hensien
Katherine "Katie" Hensien (ur. 1 grudnia 1999 w Redmond) – amerykańska narciarka alpejska, złota medalistka mistrzostw świata.

## Kariera
Po raz pierwszy na arenie międzynarodowej pojawiła się 5 sierpnia 2015 roku w Cardronie, gdzie w zawodach FIS nie ukończyła drugiego przejazdu w gigancie. W 2018 roku wystartowała na mistrzostwach świata juniorów w Davos, gdzie zajęła 51. miejsce w gigancie i czwarte miejsce w slalomie. Jeszcze dwukrotnie startowała na imprezach tego cyklu, zajmując między innymi dziesiąte miejsce w slalomie podczasmistrzostw świata juniorów w Val di Fassa w 2019 roku. 
W zawodach Pucharu Świata zadebiutowała 26 listopada 2017 roku w Killington, gdzie nie ukończyła pierwszego przejazdu w slalomie. Pierwsze pucharowe punkty wywalczyła 29 grudnia 2020 roku w Semmering, zajmując 27. miejsce w tej samej konkurencji.
Wystartowała w slalomie na igrzyskach olimpijskich w Pekinie w 2022 roku, kończąc rywalizację na 26. pozycji. Na rozgrywanych rok później mistrzostwach świata w Courchevel/Méribel zdobyła złoty medal w rywalizacji drużynowej. Na tej samej imprezie zajęła też 23. miejsce w gigancie i 26. w slalomie.

## Osiągnięcia

### Igrzyska olimpijskie
| Miejsce | Dzień    | Rok  | Miejscowość | Konkurencja | Czas biegu | Strata | Zwyciężczyni |
| ------- | -------- | ---- | ----------- | ----------- | ---------- | ------ | ------------ |
| 26.     | 9 lutego | 2022 | Pekin       | Slalom      | 1:44,98    | +4,33  | Petra Vlhová |

### Mistrzostwa świata
| Miejsce | Dzień     | Rok  | Miejscowość        | Konkurencja       | Czas biegu | Strata | Zwyciężczyni                   |
| ------- | --------- | ---- | ------------------ | ----------------- | ---------- | ------ | ------------------------------ |
| DNF     | 16 lutego | 2021 | Cortina d’Ampezzo  | Gigant równoległy | -          | -      | ex aequo Katharina Liensberger |
| DNF1    | 20 lutego | 2021 | Cortina d’Ampezzo  | Slalom            | 2:30,66    | -      | Katharina Liensberger          |
| 1.      | 14 lutego | 2023 | Courchevel/Méribel | Drużynowo         | -          | -      | -                              |
| 23.     | 17 lutego | 2023 | Courchevel/Méribel | Gigant            | 2:07,13    | +2,80  | Mikaela Shiffrin               |
| 26.     | 18 lutego | 2023 | Courchevel/Méribel | Slalom            | 1:43,15    | +2,11  | Laurence St. Germain           |

### Mistrzostwa świata juniorów
| Miejsce | Dzień       | Rok  | Miejscowość  | Konkurencja | Czas biegu | Strata | Zwyciężczyni    |
| ------- | ----------- | ---- | ------------ | ----------- | ---------- | ------ | --------------- |
| 51.     | 30 stycznia | 2018 | Davos        | Gigant      | 1:39,66    | +9,87  | Julia Scheib    |
| 4.      | 31 stycznia | 2018 | Davos        | Slalom      | 1:46,51    | +1,96  | Meta Hrovat     |
| 33.     | 19 lutego   | 2019 | Val di Fassa | Gigant      | 1:54,99    | +5,90  | Alice Robinson  |
| 10.     | 20 lutego   | 2019 | Val di Fassa | Slalom      | 1:47,70    | +2,31  | Meta Hrovat     |
| DNS1    | 9 marca     | 2020 | Narwik       | Kombinacja  | 1:39,23    | -      | Magdalena Egger |
| 33.     | 11 marca    | 2020 | Narwik       | Gigant      | 2:04,91    | +6,49  | Sara Rask       |

### Puchar Świata

#### Miejsca w klasyfikacji generalnej
- sezon 2020/2021: 104.
- sezon 2021/2022: 123.
- sezon 2022/2023: 95.
- sezon 2024/2025:

#### Miejsca na podium w zawodach
Hensien nie stanęła na podium zawodów PŚ.